# Solanum whalenii
Solanum whalenii är en potatisväxtart som beskrevs av Michael Nee. Solanum whalenii ingår i släktet skattor som ingår i familjen potatisväxter. Inga underarter finns listade i Catalogue of Life.